# Vale da Senhora da Póvoa
Vale da Senhora da Póvoa é uma povoação portuguesa sede da Freguesia de Vale da Senhora da Póvoa do Município de Penamacor, freguesia com 19,39 km² de área e 222 habitantes (censo de 2021), tendo, por isso, uma densidade populacional de 11,4 hab./km².
Pelo decreto n.º 41.210, 02/08/1957, a freguesia de Vale de Lobos passou a ter a atual denominação de Vale da Senhora da Póvoa (Fonte: INE)

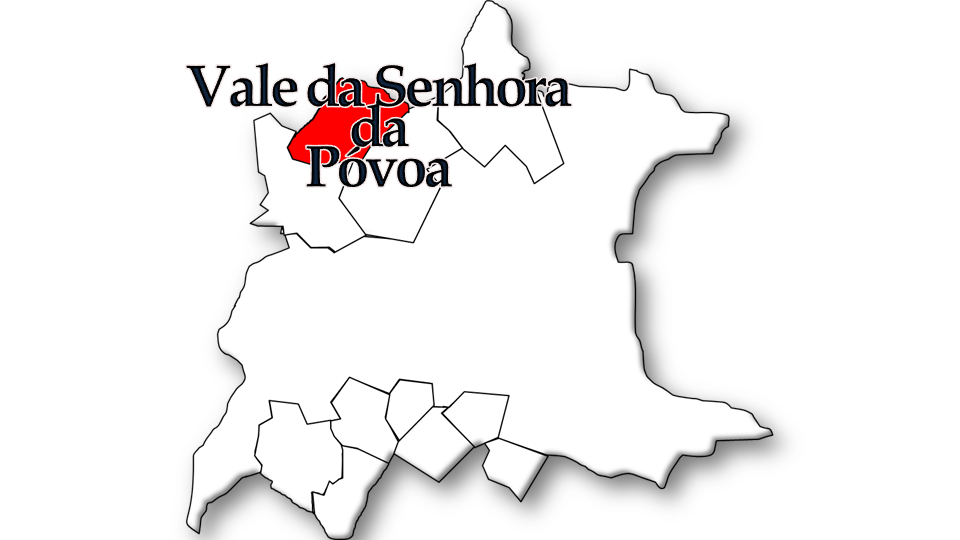
Localização da freguesia no Município de Penamacor

## Demografia
A população registada nos censos foi:
| Distribuição da População por Grupos Etários | Distribuição da População por Grupos Etários | Distribuição da População por Grupos Etários | Distribuição da População por Grupos Etários | Distribuição da População por Grupos Etários |
| -------------------------------------------- | -------------------------------------------- | -------------------------------------------- | -------------------------------------------- | -------------------------------------------- |
| Ano                                          | 0-14 Anos                                    | 15-24 Anos                                   | 25-64 Anos                                   | > 65 Anos                                    |
| 2001                                         | 29                                           | 14                                           | 121                                          | 169                                          |
| 2011                                         | 9                                            | 19                                           | 76                                           | 153                                          |
| 2021                                         | 7                                            | 5                                            | 66                                           | 144                                          |

## Património
- Conjunto do Santuário da Senhora da Póvoa
- Cruzeiro
- Fontes
- Vestígios arqueológicos
- Conjunto urbano